# Begabtenförderungswerk
Ein Begabtenförderungswerk ist in Deutschland eine Institution, die im Rahmen eines Programms des Bundesministeriums für Bildung und Forschung (BMBF) arbeitet und Begabtenförderung für Studierende aller Fachrichtungen mit Stipendien anbietet.

## Liste der Begabtenförderungswerke
Folgende dreizehn Begabtenförderwerke vergeben Stipendien aus Mitteln des BMBF:
- Avicenna-Studienwerk (muslimisch)
- Cusanuswerk – Bischöfliche Studienförderung (katholisch)
- Ernst Ludwig Ehrlich Studienwerk (jüdisch)
- Evangelisches Studienwerk Villigst (evangelisch)
- Friedrich-Ebert-Stiftung (SPD-nah)
- Friedrich-Naumann-Stiftung für die Freiheit (FDP-nah)
- Hanns-Seidel-Stiftung (CSU-nah)
- Hans-Böckler-Stiftung (gewerkschaftsnah)
- Heinrich-Böll-Stiftung (Bündnis-90/Die-Grünen-nah)
- Konrad-Adenauer-Stiftung (CDU-nah)
- Rosa-Luxemburg-Stiftung (Die-Linke-nah)
- Stiftung der Deutschen Wirtschaft und Studienförderwerk Klaus Murmann (unternehmer- bzw. arbeitgebernah)
- Studienstiftung des deutschen Volkes (politisch, konfessionell und weltanschaulich unabhängig)

Einige dieser Stiftungen werden als parteinah bezeichnet. Diese Stiftungen sind zwar formal selbständig, wurden aber aus den Reihen der jeweiligen Partei heraus gegründet, um deren Ziele durch Bildungs- und Öffentlichkeitsarbeit zu unterstützen.
Die Begabtenförderungswerke sollen die Vielfalt der deutschen Gesellschaft widerspiegeln, indem sie die verschiedenen weltanschaulichen, religiösen, politischen, wirtschafts- oder gewerkschaftsorientierten Strömungen in Deutschland abbilden.
Es gibt auch weitere staatliche Stipendien, die aber kein Begabtenförderungswerk darstellen, wie z. B. das Max-Weber-Programm. Da das Max-Weber-Programm vom Freistaat Bayern nur finanziert, aber von der Studienstiftung des deutschen Volkes durchgeführt wird, überschneidet sich die ideelle Förderung zum größten Teil mit der der Studienstiftung des deutschen Volkes. Im Gegenzug ist hier eine Doppelförderung (wenn auch finanziell nur eingeschränkt) durch ein Begabtenförderungswerk möglich.

## Höhe der Förderung
Die Höhe der finanziellen Förderung richtet sich im Allgemeinen nach den individuellen finanziellen Verhältnissen, ist im Vergleich der Werke jedoch identisch, da die Finanzmittel der Stipendien in allen Fällen vom Bundesministerium für Bildung und Forschung bereitgestellt werden, welches daher auch das Berechnungsregelwerk vorgibt. Studierende erhalten danach ein Grundstipendium von bis zu 735 Euro im Monat, das in Anlehnung zum BAföG abhängig vom eigenen Einkommen und Vermögen sowie vom Einkommen der Eltern berechnet wird. Zusätzlich erhalten sie eine Studienkostenpauschale in Höhe von 300 Euro im Monat. Promovierende erhalten bis zu 1.450 Euro pro Monat (Zuschüsse für Familien und Krankenkassenbeiträge sind möglich).
Die Begabtenförderungswerke unterscheiden sich aber in der Art der Auswahl ihrer Stipendiaten sowie in Art und Angebot der ideellen Förderung – dem Bildungsprogramm.

## Umfang der Förderung
Die Bundesministerin für Bildung und Forschung Annette Schavan setzte sich zu Beginn ihrer Amtszeit die Erhöhung des Anteils der von Begabtenförderungswerken geförderten Studenten zum Ziel und stellte zusätzliche Mittel bereit. Diese Maßnahme war komplementär zu den ungefähr gleichzeitig eingeführten Studiengebühren gedacht. Einige Universitäten erlassen Stipendiaten der Begabtenförderungswerke auch die Studiengebühr. An vielen Universitäten wird über eine solche Maßnahme nachgedacht.
Die zur Verfügung gestellten Mittel stiegen von 80,5 Millionen (2005) auf 198,8 Millionen Euro (2013). Im Jahr 2008 wurde erstmals ein Prozent der Gesamtstudierendenzahl als Stipendiaten gefördert. Die Zahl der von den Begabtenförderungswerken geförderten Studierenden ist von rund 13.400 (2005) auf rund 25.900 (2013) gestiegen.

## Begabtenförderungswerke in Österreich und der Schweiz
In Österreich haben Begabtenförderungswerke nicht den gleichen Stellenwert wie in Deutschland. Das 1966 gegründete Studienförderungswerk Pro Scientia ist eine vergleichbare Einrichtung. Im Jahr 2019 hat die Österreichische Akademie der Wissenschaften die Österreichische Studienstiftung als Pilotprojekt gestartet.
In der Schweiz wurde 1991 die Schweizerische Studienstiftung gegründet.